# Одинец, Дмитрий Михайлович
Дмитрий Михайлович Одинец (1883, Санкт-Петербург — 1950, Казань) — российский учёный, историк, общественный и политический деятель русского зарубежья. Член Центрального Комитета Трудовой группы (1906—1917), министр великорусских дел в правительстве УНР (1917—1918), председатель киевского комитета «Союза возрождения России» (1918—1919), профессор русской истории и истории русского права в Сорбонне (1922—1948), председатель «Союза советских граждан во Франции» (1947—1948), профессор Казанского университета (1948—1950).

## Образование
Родился 7 января 1883 года (по новому стилю) в Петербурге. Отец — военный врач.
Окончил с серебряной медалью Ярославскую гимназию в 1901 году. В том же году поступил в Петербургский университет. На втором курсе университета поступил на вечернее отделение Археологического института. В летние семестры 1903 и 1904 года слушал лекции на историко-филологическом факультете Берлинского университета.
После окончания Петербургского университета был оставлен при нём известным ученым и историком русского права В. И. Сергеевичем для приготовления к профессорскому званию (1907).

## Преподавательская и политическая деятельность до революции
По окончании университета осенью 1907 года преподавал историю в петербургских гимназиях. В 1908—1909 годах исполнял обязанности профессора истории русского права на Историко-литературных и юридических курсах Н. П. Раева (Вольный женский университет). В 1910 году избран директором мужской частной гимназии С. А. Столбцова. С 1911 года — профессор истории русского права и секретарь юридического факультета Психоневрологического института, председатель учебного отдела Петербургского общества народных университетов и председатель совета Василеостровских историко-литературных курсов.
Состоял членом ЦК Трудовой группы, работал в думской фракции трудовиков, занимался в основном вопросами народного образования.

## Работа в правительстве Украинской Народной Республики
По заданию Временного правительства в августе 1917 года переехал в Киев и был там назначен (как сам впоследствии писал в автобиографии, «в целях защиты русских людей от возможного проявления украинского шовинизма») заместителем генерального секретаря национальных дел, а затем — министром великорусских дел в правительстве УНР. Покинул этот пост после прихода к власти гетмана Скоропадского. В период гетманата был избран председателем киевского комитета «Союза возрождения России». Из Киева в декабре 1919 года перебрался в Одессу, откуда, окончив пулемётные курсы, в составе вооружённого отряда перешёл румынскую границу. В Румынии был интернирован, но уже в мае 1920 года был освобожден и переправлен в Сербию.

## Эмиграция
В 1920 году состоял директором гимназии в Белграде, членом русской школьной комиссии в Варшаве (1920—1921 гг.), вступил в состав «Русского политического комитета», заведуя лагерями русских интернированных, но разошёлся во взглядах с Б. В. Савинковым (руководителем комитета) и уехал из Польши.
В начале 1920-х годов сдал магистерский экзамен в Праге.
В Париже, где жил с 1921 по 1948 год, был избран генеральным секретарём Русского академического союза во Франции, председателем Русского педагогического союза во Франции (избран 8 января 1929 года), основателем и заведующим учебной частью Русского народного университета в Париже.
Во Франции с 1922 года еженедельно читал лекции по русской истории и периодически — по истории русского права и истории народного образования в России, а в 1939 году получил право открыть свой исторический семинар по теме «Основные моменты русской истории» в Русском народном университете. Преподавал также русскую историю и русскую литературу во французском лицее «Хош».
С 1922 по 1948 годы — профессор русской истории и истории русского права в Сорбонне. В 1923—1940 годах являлся профессором русской истории и истории русского права Франко-русского института (Высшая школа социальных, политических и юридических наук).
С 1908 по 1940 год опубликовал 32 работы, в том числе 7 монографий, две из которых на английском языке, одна — на французском.
Кроме преподавания, Одинец выступал с лекциями и докладами в различных организациях русской эмиграции. Сам Одинец позднее в своей автобиографии писал: «В бытность в Париже общественно-политической деятельностью занимался мало. Ни в одном из эмигрантских чисто политических объединений участия не принимал. До начала последней войны общественно-политическая деятельность выражалась главным образом в публичных выступлениях, направленных против разного рода сепаратистов, стремившихся к расчленению С. С.».
Был избран секретарём Российской лиги прав человека и гражданина и был членом-учредителем Общества помощи русским сердечным больным. В 1927 году стал членом правления, товарищем председателя, а с 1933 года — председателем правления Тургеневской библиотеки.
После оккупации Парижа германскими войсками представитель Розенберга доктор Гельмут Вейсс заявил Одинцу о «желании Германии приобрести Тургеневскую библиотеку и её книжные собрания, кроме, разумеется, писаний Гейне, Сартра и им подобных». В конце сентября 1940 года библиотека была закрыта, а 13 октября книги и имущество библиотеки были вывезены в Германию.
В марте 1941 года вместе с членами своей семьи подал в советское посольство заявление о разрешении вернуться на родину, однако положительный ответ был получен буквально за несколько дней до нападения Германии на СССР.

## Война и работа в Союзе советских патриотов
Уже 22 июня 1941 года в Париже и пригородах начались массовые аресты политических и общественных деятелей российской эмиграции. В их числе оказался и Д. М. Одинец. После ареста всех собрали во временно созданный лагерь в предместье Роменвиль, а через три дня Одинца перевели в концентрационный лагерь Руалье в Компьене. Вскоре он заболел и был отправлен в парижский военный госпиталь Валь-де-Грас. В госпитале перенёс серьёзную операцию и был выпущен под обязательство каждый день являться в местный комиссариат.
Выйдя на свободу, Одинец, по его словам, связался с подпольной организацией российских эмигрантов во французском движении Сопротивления «Союз русских патриотов», образованной 3 октября 1943 года, и начал работать в газете «Русский патриот».
После освобождения Парижа был избран членом правления центрального комитета организации «Советский патриот», заведующим её юридическим отделом и ответственным редактором газеты «Советский патриот». Вскоре, однако, работу пришлось прервать из-за правостороннего паралича тела (последствия заключения в концентрационном лагере). Поправившись через 8 месяцев, вернулся к работе в организации, где был избран товарищем председателя центрального правления и заведующим просветительской деятельностью, оставаясь в то же время ответственным редактором газеты «Советский патриот».
Вся деятельность Одинца в «Союзе советских патриотов» протекала в постоянном контакте с советским генеральным консульством в Париже.
По Указу Президиума Верховного Совета СССР «О восстановлении в гражданстве СССР подданных бывшей Российской империи, проживающих на территории Франции» от 26 июня 1946 года Одинец получил советское гражданство, как и подавляющее большинство членов «Союза советских патриотов», после чего организация сменила своё название на «Союз советских граждан во Франции».
В ноябре 1947 года большинство членов правления «Союза советских граждан» были арестованы и высланы из Франции. Одинец по указанию генерального консульства и посольства СССР был избран председателем Союза, продолжая исполнять обязанности редактора газеты «Советский патриот». 16 января 1948 года распоряжением министра внутренних дел Франции Мона «Союз советских граждан во Франции» был распущен, а через неделю была официально закрыта и газета «Советский патриот».
17 марта 1948 года члены центрального правления Союза были арестованы и 20 марта высланы из Франции в советскую зону оккупации Германии.

## Работа в Казани
После репатриации был направлен Министерством высшего образования в Казань, где преподавал на историческом факультете Казанского университета (1948—1950).

## Сочинения
- «Современный либерализм. (П. Новгородцев — Кризис современного правосознания)», Русское богатство. № 5. 1909.
- В кружке чайковцев. Н. В. Чайковский. Общественные и религиозные искания. Сборник, Париж, 1929.
- Потеря права перехода владельческими крестьянами московского государства. Сборник статей, посв. П. Н. Милюкову. Прага, 1929.
- Княжое и земское право древней Руси. Труды IV съезда русских академических организаций I. Белград, 1929.
- «Возникновение государственного строя у восточных Славян», «Современные записки», Париж, 1935
- «Московское царство». «Современные записки» № 59 (недоступная ссылка). Париж, 1935. С. 297—317.
- Происхождение государственного устройства у восточных славян. Париж, 1935.
- Возникновение русской государственности и идея русского единства. Париж, 1939.
- «Из истории украинского сепаратизма». «Современные записки» № 68 (недоступная ссылка). Париж, 1939.
- Russian schools and universities in the World War. Primary and secondary schools. New Haven : Yale University Press, 1929.